# Ferdinand Christoph Oetinger
Ferdinand Christoph Oetinger (Göppingen, 18 febbraio 1719 – Tubinga, 15 aprile 1772) è stato un medico tedesco.
Studiò filosofia all'Università di Tubinga e medicina presso le Università di Lipsia e Halle, ottenendo il dottorato presso quest'ultima istituzione nel 1739. In seguito fece il medico a Stoccarda e Urach, e nel 1760 fu nominato professore associato di medicina presso l'Università di Tubinga. Nel 1762 divenne professore ordinario di medicina a Tubinga.

## Opere
- "De belladonna tanquam specifico in cancro imprimis occulto", 1739.
- "Cinnabaris exul redux in pharmacopolium", 1760 (con Christian Gottlieb Reuss).
- "Problema practicum an achorum insitio, imitando variolarum insitionem, pro curandis pueritiae morbis rebellibus tuto tentari possit", 1762 (con Samuel Gottlieb Gmelin).
- "Dissertatio inavgvralis physico-medica, de vi corporvm organisatorvm assimilatrici", 1766 (con Wilhelm Gottfried Ploucquet).
- "Dissertatio inauguralis medica de antagonismo musculorum", 1767 (con Christian Friedrich Jaeger).
- "Irritabilitatem vegetabilium in singulis plantarum partibus exploratam, ulterioribusque experimentis confirmatam", 1768 (con Johann Friedrich Gmelin).
- "Dissertatio inauguralis medica, de curis viperinis", 1768 (con Gottlieb Conrad Christian Storr).
- "Dissertatio medica de ortu dentium, et symptomatibus quae circa dentitionem infantum occurrunt", 1770 (con Wolfgang Heinrich Moser).